# Born to Be Wild (film)
Pour les articles homonymes, voir Born to Be Wild (homonymie).
Born to Be Wild est un film documentaire américain réalisé par David Lickley, sorti en salles en 2011
Le film a reçu le prix du meilleur film Grand Format 2011 lors de la Convention du Giant Screen Cinema Association.

## Fiche technique
- Réalisation : David Lickely
- Scénariste et producteur : Drew Fellman
- Producteur exécutif : Diane Roberts
- Compositeur : Mark Mothers Baugh
- Distributeur : Les Productions de La Géode
- Genre : documentaire
- Durée : 40 minutes
- Format : Imax
- Lieux de tournage : Kenya et Indonésie
- Date de sortie : 2011

## Distribution
- Morgan Freeman : narrateur

## Récompenses
- Prix du meilleur film Grand Format 2011 lors de la Convention du Giant Screen Cinema Association.